# Richard Bowen

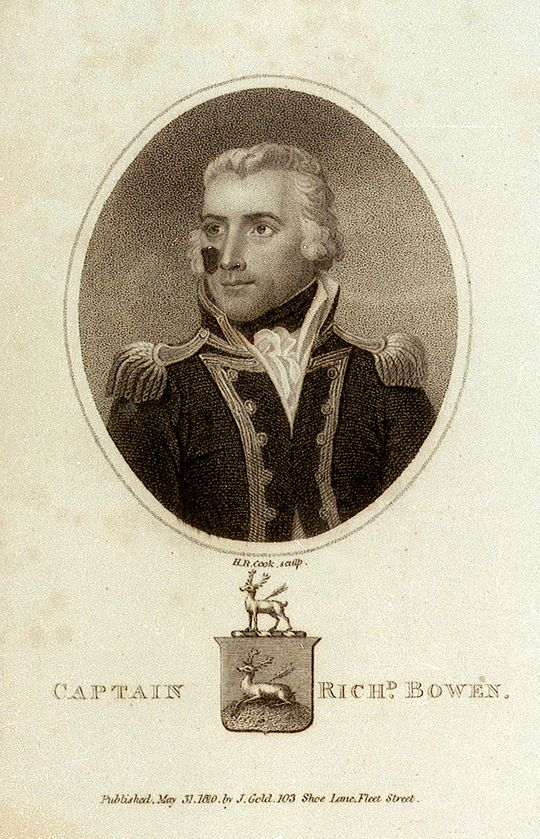
Richard Bowen

Richard Bowen, född 1761 i Devon, död 24 juli 1797, var en officer i Royal Navy under amerikanska frihetskriget och de franska revolutionskrigen. Bowen och Horatio Nelson, som Bowen var underställd, dog samtidigt under kriget i Santa Cruz de Tenerife Teneriffa. Bowens kropp återhämtades och begravdes till sjöss, Bowens familj och vänner begärde efter hans död att en staty skulle resas i minne av honom. Deras förfrågan blev dock aldrig besvarad och ingen staty restes. En minnesgudstjänst hölls dock för Richard Bowen i Westminster Abbey.
Bowen föddes in i en sjöfararfamilj och arbetade bland annat tillsammans med prominenta namn som John Jervis som kom att bli hans vän och kompanjon. Bowen tillbringade större delen av sitt vuxna liv ute på havet.